# Oraesia metallescens
Oraesia metallescens là một loài bướm đêm trong họ Noctuidae.